# Gächinger Kantorei
Gächinger Kantorei (español: Coral Gächingen), también conocido como Gächinger Kantorei Stuttgart,  es un coro mixto alemán. Fue fundado en 1954 en Gächingen (parte de St. Johann cerca de Reutlingen) por Helmuth Rilling, quien lo dirigió hasta 2013, cuando fue reemplazado por Hans-Christoph Rademann.
Un Kantorei es un coro de alto nivel dedicado sobre todo, pero no exclusivamente, a la música sacra. El ensamble está basado en Stuttgart, por lo que oficialmente se llama Gächinger Kantorei Stuttgart. El coro está compuesto por hasta 200 integrantes, la mayoría de ellos cantantes con licenciatura en música, que se reúnen para proyectos de Alemania y Suiza. A partir de 1965 han interpretado música con orquesta como "Gächinger Kantorei y Bach-Collegium Stuttgart", entre las que se incluyen varios estrenos.

## Historia
Inicialmente el coro se dedicó a la música a cappella de los siglos xvi, xvii y xx, pero más adelante agregó obras del Romanticismo. En 1965 Rilling creó la orquesta Bach-Collegium Stuttgart, y ambas agrupaciones empezaron a interpretar música coral con orquesta. Realizaron las primeras giras internacionales en la década de 1960 por la entonces DDR, CSSR y Hungría, le siguió el primer tour por Estados Unidos en 1968. En 1976, el coro cantó con la Orquesta Filarmónica de Israel la primera interpretación en Israel de la obra Requiem alemán de Brahms. Durante la década de 1980, se presentaron en Polonia y Moscú.
Gächinger Kantorei y Bach-Collegium Stuttgart han actuado en festivales como el "Musikfest Stuttgart" de la Internationale Bachakademie Stuttgart, el Festival de Salzburgo, el Festival de Lucerna o el Festival Primavera de Praga. En 2004 celebraron su 50.º aniversario interpretando la Misa en si menor de Bach en el Oregon Bach Festival. Participaron en el Rheingau Musik Festival e hicieron una grabación de la Gran misa en do menor de Mozart en 2006.

## Repertorio
En sus comienzos, Gächinger Kantorei interpretaba obras a cappella de Dietrich Buxtehude, Heinrich Schütz, Johann Pachelbel, Orlando di Lasso, Hans Leo Hassler, Bach, Caspar Othmayr y Leonhard Lechner, y música de compositores del siglo xx como Hugo Distler, Paul Hindemith, Kurt Hessenberg, Willy Burkhard. Entre estas últimas se incluyeron estrenos de algunas piezas de Johann Nepomuk David, Evangelienmotetten (motetes sobre el Evangelio) en 1959 y Psalm 139 en 1961.  Gächinger Kantorei y Bach-Collegium Stuttgart, bajo la batuta de Rilling, completaron la primera grabación de las cantatas y oratorios de Bach, un proyecto que se extendió durante quince años en colaboración con el sello Hänssler Classic, en 1985 con la ocasión del 300º aniversario del nacimiento del compositor. La grabación recibió el Grand Prix du Disque.
El coro ha estrenado obras como Messa per Rossini (1988), Litany de Arvo Pärt (1994), Requiem of Reconciliation (1995) o Deus Passus (Passionsstücke nach Lukas) en 2000, así como Creatio en 2009 de Wolfgang Rihm. La agrupación exploró un repertorio diferente en 2004, con el estreno y grabación la opera Die beiden Neffen de Felix Mendelssohn. Gächinger Kantorei también ha interpretado nuevas versiones de piezas como la incompleta Gran misa en do menor de Mozart completada por Robert D. Levin. En 2009 tocaron el Oratorio de Navidad de Bach en Iglesia de Santo Tomás en Leipzig donde había sido estrenado 275 años antes.
El coro ha colaborado con diversos directores invitados como Masaaki Suzuki. Krzysztof Penderecki dirigió su Credo con ocasión del 70 cumpleaños de Rilling, el 29 de mayo de 2003, con la Radio-Sinfonieorchester Stuttgart, programado junto con un arreglo de Bach de estas palabras en el Symbolum Nicenum de su Misa en si menor, para el que Rilling dirigió el Gächinger Kantorei y Bach-Collegium Stuttgart junto con Sibylla Rubens, Ingeborg Danz y Christian Gerhaher. Sir Roger Norrington eligió este coro para su grabación de la Sinfonía n.º 9 de Beethoven con Camilla Nylund, Iris Vermillion, Jonas Kaufmann, Franz-Josef Selig y la Radio-Sinfonieorchester Stuttgart. Ton Koopman dirigió Las estaciones de Haydn con los solistas Klara Ek, Jörg Dürmüller y Klaus Mertens en 2009. En 2009 el Gächinger Kantorei cantó El Mesías de Handel bajo la batuta de Rilling con la Filarmónica de Nueva York en Avery Fisher Hall en Nueva York con los solistas Annette Dasch, Daniel Taylor, James Taylor y Shenyang.